# Јован Кузмић
Јован Кузмић Данин је пјесник. Рођен 1965. године у Грабовици, општина Котор Варош.